# André Durand
Pour les articles homonymes, voir Durand.
Louis André Durand né à Amfreville-la-Mi-Voie le 5 mai 1807 et mort à Paris (8e arrondissement) le 24 juillet 1867 est un peintre, dessinateur, lithographe et historien français.

## Biographie
André Durand fréquente l'École des beaux-arts de Rouen, où il devient l'élève d'Eustache-Hyacinthe Langlois. Il se spécialise dans les dessins lithographiques de monuments anciens de Normandie et d'Auvergne, qu'il expose à plusieurs reprises au Salon de Paris de 1833 à 1864,.
Durand collabore de la revue L’Artiste pour laquelle il réalise le frontispice de l'année 1836, et rencontre Claude-Aimé Chenavard sous la direction duquel il exécute 10 planches pour L'Ancien Bourbonnais, ouvrage d’Achille Allier. Il contribue également à la publication L'Art en Province.
Pour le compte de l'industriel et mécène russe Anatole Demidoff, il se rend en Russie en 1839 et y produit 100 lithographies pour l'ouvrage Excursion pittoresque et archéologique en Russie (1840), publié à Paris chez Gihaut frères ; il a pour compagnon d'exécution l'artiste Auguste Raffet mentionné comme dessinateur des figures,. Sur le chemin de la Russie, Durand traverse le nord de l'Allemagne et compose des vues des villes hanséatiques de Hambourg et de Lübeck, entre autres, qu'il joint à son ouvrage. Vers 1850, il travaille à nouveau pour Demidoff. Il a d'abord pris des photos de monuments en Belgique, puis des vues de Florence (1860-1863), ville où résidait également son mécène, et de la Toscane environnante. En tant que membre du Comité de la langue, de l’histoire et des arts de la France, il a produit des écrits et des essais sur ce sujet.
Sa dernière adresse parisienne connue est la cité Odiot, au 1 de la rue de l’Oratoire-du-Roule.

## Publications
- Claude-Aimé Chenavard et Achille Allier (dir.), L’Ancien Bourbonnais (Histoire, Monumens, Mœurs, Statistique), d’après les dessins et documens de Henri-Claude Dufour, par une société d’artistes, deux volumes et un atlas de planches publiés à Moulins chez Desrosiers en vingt-cinq livraisons entre 1833 et 1838.
- Avec Auguste Raffet, Voyage pittoresque et archéologique en Russie par le Havre, Hambourg, Lubeck, Saint-Petersbourg, Moscou, Nijni-Novgorod, Yaroslaw et Kasan, exécutée en 1839 sous la direction de M. Anatole de Démidoff, Paris, Gihaut frères, 1840–1848.
- Voyages Pittoresques... - Bourgogne, par Taylor et Nodier (1853) [en collaboration].
- Notice archéologique et historique sur la conservation de la Tour Saint-Jacques-la-Boucherie à Paris : adressée au Comité de la langue, de l’histoire et des arts de la France, institué au Ministère de l'instruction publique et des cultes, E. Brière, 1858.
- Notice historique sur la conservation de l'ancienne église de Saint-Laurent à Rouen, et l’utilité d’approprier ce monument comme annexe au Musée des Antiquités du département, adressée à la commission des Antiquités de la Seine-inférieure, E. Brière, août 1860.
- Louis-Auguste de Sainson, La Toscane. Album Pittoresque et archéologique, 116 lithographies d'André Durand, Paris, Imprimerie Lemercier, 1862–1863[7].

Œuvres d'André Durand
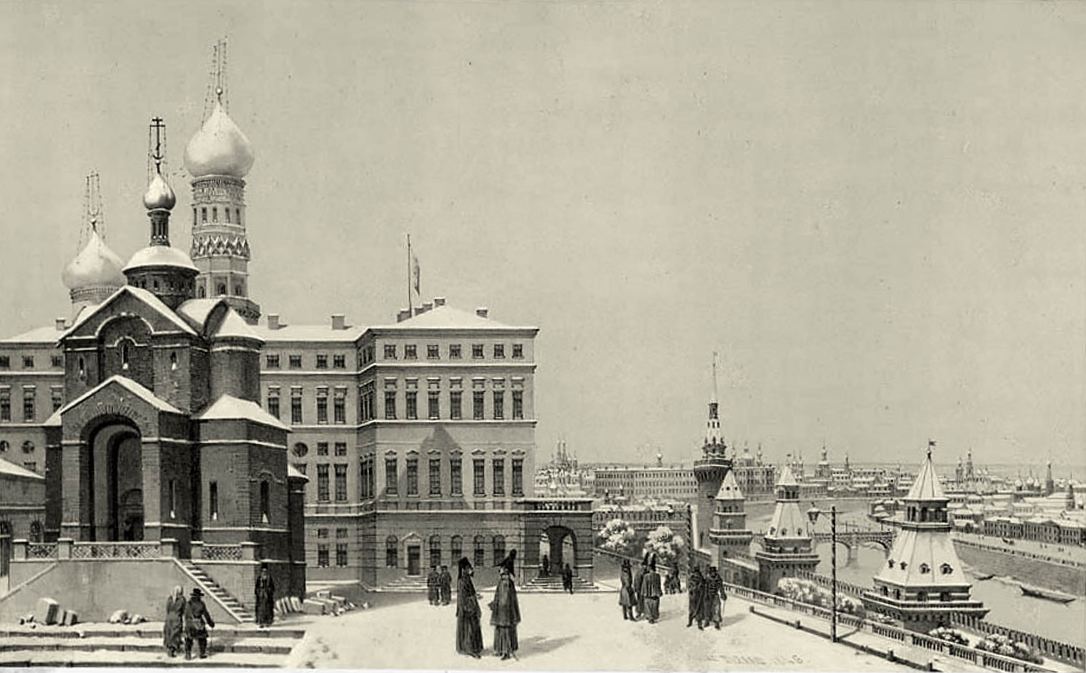
Le Kremlin, planche no 70 du Voyage pittoresque en Russie (1839).
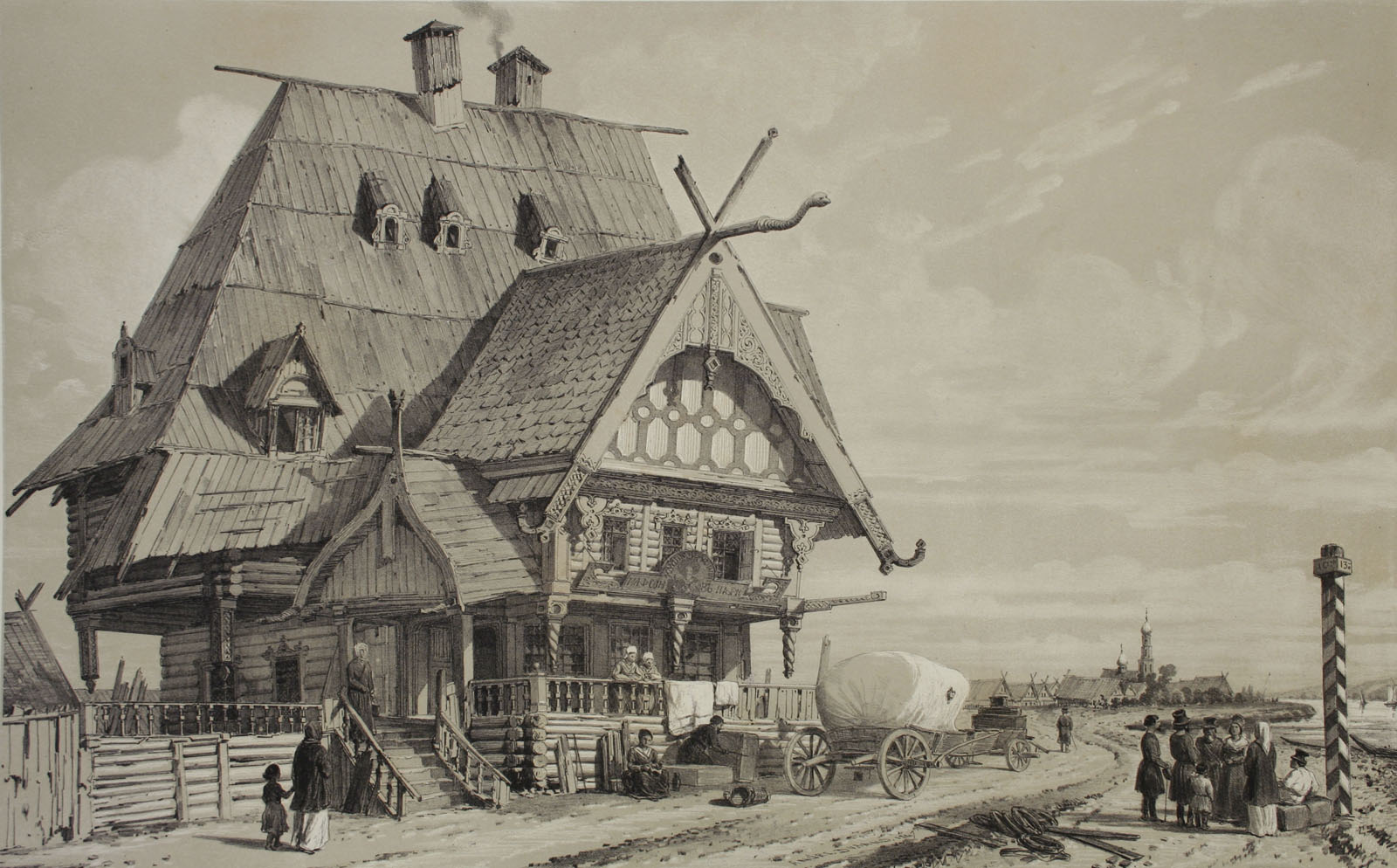
Planche extraite du Voyage pittoresque en Russie (1839).
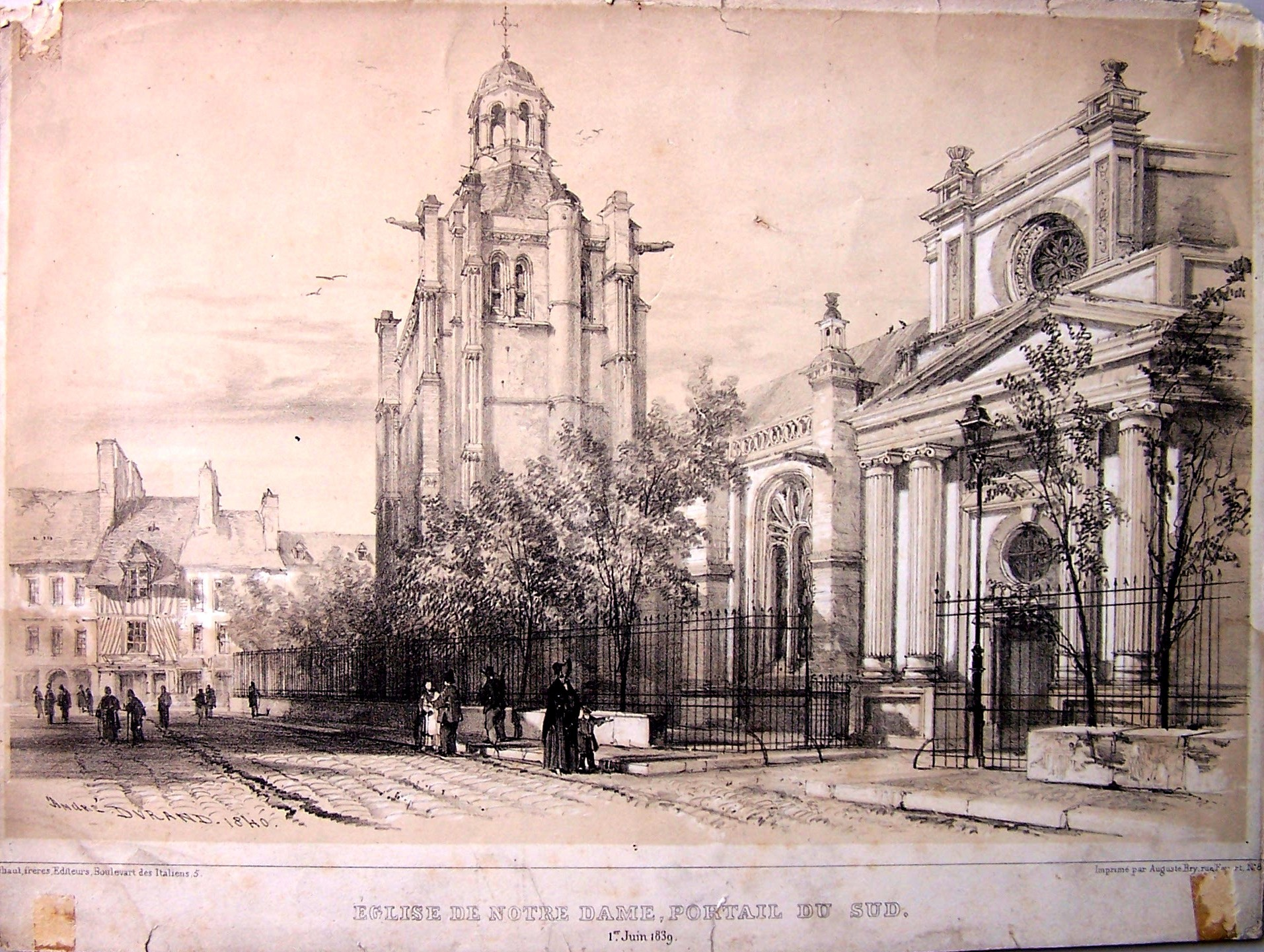
Le Havre, rue au sud de Notre-Dame (1840), planche imprimée par Auguste Bry.
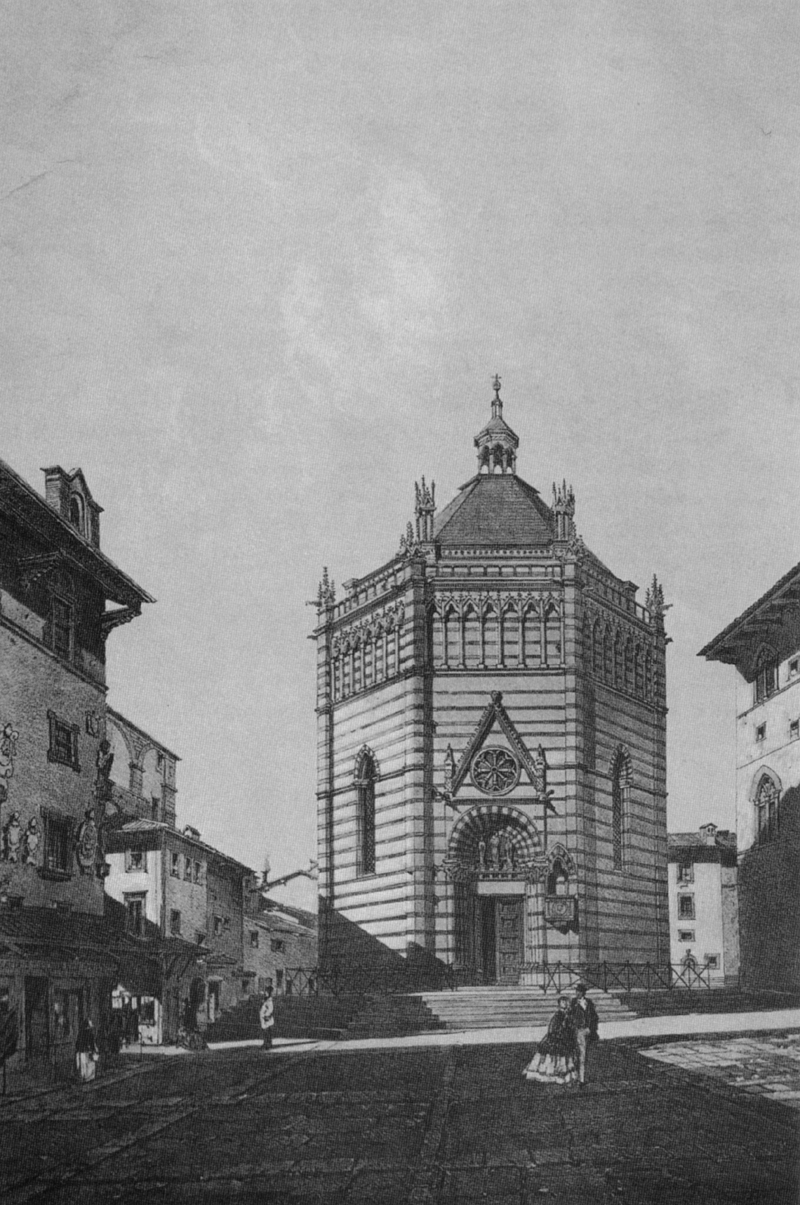
Le Baptistère de Pistoia (lithographie, 1863).

## Exposition
- Anatole Demidoff. Voyage en Russie au XIXe siècle. Entre art et diplomatie, Paris, Centre spirituel et culturel russe, du  25 septembre au 13 octobre 2017, exposition et film réalisés par Roxane Rodriguez et Deborah Lalaudière[8],[9].